# 皆川一
皆川 一（みながわ はじめ、1957年 - ）は、日本の経営コンサルタント。

## 人物
1977年、舞台製作会社である株式会社創演を創業。
1983年からは劇団四季の製作に関わり、キャッツやオペラ座の怪人などを手掛ける。
1990年、NY・東京姉妹都市提携30周年記念事業『NYCB日本公演・・・Ballet Capsule』の総合プロデューサーを務める。
1998年に経営コンサルティング機関である日本教育文化研究所（現：プロタイムズ総研）に入所。その後、同研究所の代表取締役社長、同会長を歴任。
1999年以降は上場企業をはじめ、多くの企業の経営顧問を務め、その経営ノウハウを経営者研修セミナー等で公開。
2013年、21世紀に対応する新たな経営スキームの開発、育成、実践研修のシンクタンクとして株式会社WAホールディングス(WAHD)を設立し、代表取締役社長兼CEOに就任。
現在は、WAHDグループ企業である一級建築士事務所株式会社アカデメイア、株式会社ライトハウスエンターテイメント各社の代表取締役社長を兼務する。また、同じくWAHDグループ企業の株式会社SEED、株式会社KBジャパンの役員も務める。
また建築士・塗装技能士・防災士他多くの資格を有する一方映画制作や舞台演出など芸術面での造詣も深い。
| スタブアイコン | サブスタブ | この項目は、まだ閲覧者の調べものの参照としては役立たない、人物に関連した書きかけの項目です。この項目を加筆・訂正などしてくださる協力者を求めています（P:人物伝/PJ:人物伝）。 |